# 贞明承智大同
贞明承智大同（877年—888年）是《玉海》、《历代建元考》等书记载的大封民隆舜的年号，《資治通鑑》點校本亦視為六字年號，李兆洛《紀元編》作「真明」，注「一作貞明承智大同」；但是现在大多學者及古籍點校本視為貞明、承智、大同三个年号。
起訖年，李崇智及王雲以貞明起於878年、大同終於888年，黃德榮作貞明起於877年、大同終於888年，梁曉強、方冬據《白古通紀淺述》記載考訂877年隆舜即位當年改元貞明元年。

## 年號及改元出處
- 倪輅《南詔野史》：「蒙隆舜，世隆子，唐僖宗乾符四年立，年二十三歲，改元真明。……乾寧四年，王好畋酣，多內嬖，奸臣楊登弒之，在位二十一年。……子舜化立。」
- 胡蔚《增訂南詔野史》：「隆舜，唐僖宗丁酉乾符四年即位，年十七歲。明年，改元貞明，又改元嵯耶、承智、大同，改國號曰大封民國。……昭宗己巳乾寧四年，隆舜多內嬖，常信讒以誅其下，淫虐日甚。竪臣楊登弒之于東京，在位二十年，子舜化貞立。」
- 王崧《雲南備徵志》：「隆舜之立，以僖宗乾符四年。……後內嬖失道，為竪臣楊登所殺，偽謚宣武，子舜化真嗣。改元二：貞明、嵯耶。」
- 諸葛元聲《滇史》：「蒙氏十二世隆舜，一名法堯，唐僖宗乾符四年丁酉歲立，改國號大封民國，改元貞明、承智、大同，自號大封人。……唐昭宗大順元年庚戌，隆舜改元嵯耶。……昭宗乾寧四年丁巳，隆舜因內嬖失道，為竪臣楊登弒于東京，歸葬大封民國，偽謚宣武皇帝。子舜化真嗣。」
- 李京《雲南志略》：「子法堯立，改元貞明。嬖崑崙女，失道，竪人楊定、趙登弒之。在位二十年。」
- 楊慎《滇載記》：「隆舜之立，以僖宗乾符四年。……後內嬖失道，為豎臣楊登所弒。偽謚宣武，子舜化真嗣。改元二：貞明、嵯耶。」
- 馮蘇《滇考》：「世隆死，子隆舜嗣，改國號曰大封民國，改元貞眀承智大同，自號大封人。……昭宗乾寧四年，隆舜以嬖崑崙女淫虐無道，為其臣楊登所殺，偽諡宣武，子舜化真嗣。」
- 《白古通記淺述》：「第十二主諱法，一名世隆。……建極十九年丁酉、唐僖宗乾符四年即位，改元貞明。……九年乙巳，改元光啟元年。[6]……」
- 王應麟《玉海》：「貞明承智大同上」
- 鍾淵映《歷代建元考》：「宣武帝隆舜，一名法，世隆子，以唐僖宗乾符四年丁酉嗣立，為竪臣楊登所弒。改元二：貞明承智大同見《通鑑》，《滇載記》但曰貞明。　嵯耶」
- 李兆洛《歷代紀元編》：「降舜世隆子。　真明一作貞明承智大同。　乾符四年改國號曰大封民國。　嵯耶」
- 王崧《道光雲南志鈔》：「（世隆）子隆舜立，一名法，改國號鶴拓，亦號大封民，僭改元貞明。……昭宗乾寧四年，隆舜以淫虐無道，為其竪臣楊登所弒，子舜化真立，隆舜偽謚聖明文武皇帝，《南詔野史》作宣武皇帝。改元四：曰貞明、曰承智、曰大同、曰嵯耶。」
- 歐陽脩《新唐書·南蠻傳中》：「酋龍恚，發疽死，偽謚景莊皇帝。子法嗣，改元貞明、承智、大同，自號大封人。」
- 司馬光《資治通鑑·唐紀六十九》：「（乾符四年二月）酋龍卒，謚曰景莊皇帝，子法立，改元貞明承智大同，國號鶴拓，亦號大封人。」
- 倪蛻《滇雲歷年傳》卷 四：「（乾符）四年春二月，酋龍死，子法嗣。隆舜立，改國號大封民國，年號貞明。……昭宗乾寧四年，隆舜以淫虐無道，為其竪臣楊登所殺，子舜化真嗣。補遺：隆舜在位二十一年，偽謚宣武，改元四：曰貞明、曰承智、曰大同、曰嵯耶。按：『嵯耶』，夷語，不知何解？」

## 紀年

### 六字年號
| 貞明承智大同 | 元年   | 二年   | 三年  | 四年  | 五年  | 六年  | 七年  | 八年  | 九年  | 十年  |
| ------------ | ------ | ------ | ----- | ----- | ----- | ----- | ----- | ----- | ----- | ----- |
| 公元         | 877年  | 878年  | 879年 | 880年 | 881年 | 882年 | 883年 | 884年 | 885年 | 886年 |
| 干支         | 丁酉   | 戊戌   | 己亥  | 庚子  | 辛丑  | 壬寅  | 癸卯  | 甲辰  | 乙巳  | 丙午  |
| 貞明承智大同 | 十一年 | 十二年 |       |       |       |       |       |       |       |       |
| 公元         | 887年  | 888年  |       |       |       |       |       |       |       |       |
| 干支         | 丁未   | 戊申   |       |       |       |       |       |       |       |       |

### 二字年號
- 贞明：877年—？
- 承智：？—？
- 大同：？—888年

## 同期存在的其他政權年號
- 中國
  - 乾符（874年－879年）：唐朝—唐僖宗李儇之年號
  - 廣明（880年－881年）：唐朝—唐僖宗李儇之年號
  - 中和（881年－885年）：唐朝—唐僖宗李儇之年號
  - 光啟（885年－888年）：唐朝—唐僖宗李儇之年號
  - 文德（888年）：唐朝—唐僖宗李儇之年號
  - 王霸（878年－880年）：晚唐時期—民變領袖黄巢之年號
  - 金統（880年－884年）：晚唐時期—民變領袖黄巢之年號
- 日本
  - 貞觀（859年－877年）：平安時代—清和天皇、陽成天皇之年號
  - 元慶（877年－885年）：平安時代—陽成天皇、光孝天皇之年號
  - 仁和（885年－889年）：平安時代—光孝天皇、宇多天皇之年號